# فائقة بنت فؤاد الأول
الأميرة فائقة (8 يونيو 1926 - 7 يناير 1983)، الابنة الثالثة للملك فؤاد الأول والملكة نازلي والأخت الشقيقة للملك فاروق.

الاميرة فائقة

## الحياة الشخصية
في سنة 1944 تعرفت الأميرة فائقة على فؤاد أحمد صادق في قصر المنتزه بالاسكندرية، حيث كان ضابطا في تشريفات القصر.
لم ينل تقارب الأميرة من ضابط التشريفات رضاء الملك فاروق والملكة نازلي في البداية، فصدر قرار بنقله من التشريفات إلى الخارجية وعمل سكرتيرا ثالثا للسفارة المصرية في مدريد بإسبانيا ثم سافر للعمل في السفارة المصرية في الصين ومنها إلى وارسو في بولندا.
في سنة 1950 سافرت الأميرة فائقة إلى سان فرانسيسكو بولاية كاليفورنيا بالولايات المتحدة الأمريكية مع والدتها الملكة نازلي وأختها الأميرة فتحية، فسافر فؤاد أحمد صادق إليها بعدما أبلغته الأميرة فائقة بموافقة الملكة نازلي على الزواج.
تم الزواج بينهما في 5 أبريل 1950 وفقا لأحكام الشريعة الإسلامية بواسطة إمام مسجد «ساكرامنتو» بكاليفورنيا.

الأميرة فائقة وفؤاد أحمد صادق بك

في مايو 1950 اجتمع مجلس البلاط الملكي وأمر بعودة الملكة نازلي والأميرتين فائقة وفتحية وإلا سُيحرمون من ألقابهم الملكية.
كانت فائقة فقط هي من استجابت لأمر البلاط الملكي فعادت إلى مصر بصحبة زوجها في 21 مايو 1950.
بعد عودتها تم منح زوجها فؤاد أحمد صادق لقب البكوية بعد أن تم التصديق على زواجها منه في 4 يونيو عام 1950 بحضور الشيخ عبد الرحمن حسين وكيل الجامع الأزهر. وعاشا في قصر الدقي المطل على النيل والذي اشترته من أختها الأميرة فوقية بنت الأميرة شويكار الزوجة الأولى لأبيها الملك فؤاد والتي غادرت مصر للعيش في زيورخ بسويسرا.
عيّنت الأميرة فائفة رئيسة للهلال الأحمر المصري بموجب مرسوم ملكي صدر بتاريخ 10 أبريل 1951.

## حياتها بعد الثورة
في بداية يوليو 1952 سافرت الأميرة فائقة وزوجها إلى هلسنكي بفنلندا لحضور دورة الألعاب الأولمبية الصيفية .. وكانت ترسل الخطابات إلى الملك فاروق والملكة ناريمان واصفة الأحداث التي تصاحب الأوليمبياد وأداء البعثة المصرية .. وقامت الثورة وهما خارج مصر وكانت عودتهما إليها بعد مغادرة الملك فاورق لمصر في 26 يوليو 1952.
ظلت الأميرة فائفة وزوجها مقيمان في مصر بعد الثورة فيما صودرت أملاكها ومجوهراتها مثل باقي أعضاء الأسرة المالكة.
كما جرت مصادرة 5000 فدان ومصادرة بيت في الإسكندرية وإن سمح لأسرتها باستخدامه حتى وفاتها. كما تمت مصادرة قصر الدقي الذي استخدم كمقر «لمجلس الدولة» لفترة حتى تم بناء المقر الجديد الملاصق للقصر.

الأميرة فائقة وفؤاد أحمد صادق بك

في منتصف الستينيات سافر فؤاد أحمد صادق للعمل في لبنان ثم سافر بعد ذلك للعمل كمستشار في اللجنة الأوليمبية في المملكة العربية السعودية منذ أواخر الستينيات وحتى أوائل السبعينيات فكانت الأميرة فائقة تتنقل بين مصر ولبنان والسعودية.
تبرعت على نفقتها الشخصية ببناء مسجد قائم حتى الآن بالمدخل الخلفي للنادي الأهلي بالجزيرة.

## الوفاة
في 7 يناير 1983 ماتت الأميرة فائقة عن عمر يناهز 56 عاما بعد معاناة استمرت لمدة 13 عاما مع مرض السرطان ودفنت بمدفن عائلة زوجها بالبساتين.

## الأبناء
لديها أربعة من الأبناء وهم:
1. فؤاد صادق فؤاد أحمد صادق (ولد عام 1950).
2. إسماعيل فؤاد أحمد صادق (ولد عام 1952).
3. فوقية فؤاد أحمد صادق (ولدت عام 1957).
4. فهيمة فؤاد أحمد صادق (ولدت عام 1961).